# Sender Flans
Der Sender Flans ist ein Füllsender und eine Anlage von der RAS. Er versorgt das Gebiet zwischen Grasstein und Mauls. Dieser Sender wird mitbenutzt von RAI, BB44, Tre, Tim, Vodafone und Wind.
Dieser Sender versorgt das oben genannte Gebiet mit den Radioprogrammen und Fernsehprogrammen der RAS und RAI. Außerdem versorgt dieser Sender auch das oben genannte Gebiet mit GSM/UMTS von WIND/TIM/TRE und Vodafone. Dieser Sender versorgt gemeinsam mit dem Sender Franzensfeste die Sachsenklemme.

## Frequenzen und Programme

### Analoger Hörfunk (UKW)
Die Sender für die Programme der RAI und des Österreichischen Rundfunks werden von der RAI betreut, für alle anderen Sender ist die RAS zuständig:
| Frequenz (MHz) | Programm     | RDS PS                    | RDS PI | Regionalisierung | ERP (kW) | Antennendiagramm rund (ND)/gerichtet (D) | Polarisation horizontal (H)/vertikal (V)/zirkular (Z) |
| -------------- | ------------ | ------------------------- | ------ | ---------------- | -------- | ---------------------------------------- | ----------------------------------------------------- |
| 87,6           | Radio Tirol  | RAS_ORF_/_RADIO__/TIROL__ | AA0A   | –                | 0,1      | ND                                       | V                                                     |
| 92,3           | Österreich 1 | RAS_OE_1                  | A201   | –                | 0,1      | ND                                       | V                                                     |
| 105,8          | Hitradio Ö3  | RAS_OE_3/Hitradio         | A203   | –                | 0,1      | ND                                       | V                                                     |

### Digitales Fernsehen (DVB-T)
ORF1, ORF2, ORFIII, Das Erste, ZDF, 3sat: Diese Programme werden auf Kanal 34 V ausgestrahlt.

Rai 1, Rai 2, Rai 3 TGR Alto Adige, Rai News, RAI 3 Südtirol, Rai Radio 1, Rai Radio 2, Rai Radio 3, RAI Südtirol: Diese Programme werden auf Kanal  5 H ausgestrahlt.

SRF1 HD, SRF2 HD, ZDF HD: Diese Programme werden auf Kanal 27 V ausgestrahlt.

SRF1, SRFzwei, BR, Kika, arte, RSI La1: Diese Programme werden auf Kanal 51 V ausgestrahlt.

### Analoges Fernsehen (PAL)
Bis zur Umstellung auf DVB-T 2008/2009 diente der Senderstandort weiterhin für analoges Fernsehen:
| Kanal | Frequenz (MHz) | Programm       | ERP (kW) | Sendediagramm rund (ND)/ gerichtet (D) | Polarisation horizontal (H)/ vertikal (V) |
| ----- | -------------- | -------------- | -------- | -------------------------------------- | ----------------------------------------- |
| F     | 192,25         | Rai 1          | 0,02     | D                                      | H                                         |
| 31    | 551,25         | Rai Südtirol   | 0,1      | D                                      | V                                         |
| 41    | 631,25         | ORF 1          | 0,1      | D                                      | V                                         |
| 47    | 679,25         | Rai 2          | 0,1      | D                                      | V                                         |
| 51    | 711,25         | ZDF            | 0,1      | D                                      | V                                         |
| 54    | 735,25         | Das Erste (BR) | 0,1      | D                                      | V                                         |
| 65    | 823,25         | ORF 2 (Tirol)  | 0,1      | D                                      | V                                         |